# Joanna Salamon
Joanna Salamon (ur. 20 września 1932 w Warszawie, zm. 6 grudnia 2001 w Krakowie) – poetka, tłumaczka literatury rosyjskiej i serbskiej, historyczka i krytyczka literatury.
Ukończyła studia medyczne w Leningradzie. Do emerytury pracowała jako lekarz pulmonolog.
Autorka tomików: Abecadło (1971), Medytacje (1973), Pra-nowe abecadło (1976), Szkice do nowego słownika wyrazów (1978), Tu wzrusza tylko nietrwałość (1979), Ulica Ku Niebu (1980) oraz książek historyczno- i krytycznoliterackich: Latarka Gombrowicza, albo żurawie i kolibry. U źródeł ukrytego nurtu w literaturze polskiej (1991), Cztery godziny albo zegar Dziadów (1999), Czas Herberta albo na dom w Czarnolesie (2002). Pod koniec życia udzieliła wywiadu rzeki O ukrytych nurtach w polskiej literaturze (2003). Autorka znana jest przede wszystkim jako niezwykle oryginalna i kontrowersyjna interpretatorka literatury polskiej, którą analizuje w perspektywie diachronicznej, uwzględniając niezwykle szerokie spektrum kontekstów, niepojawiających się zwykle w rozprawach i szkicach polskich literaturoznawców. Przez wielu współczesnych czytelników postrzegana jest jako postać porównywalna z Haroldem Bloomem, słynnym amerykańskim krytykiem literackim, autorem jednej z najważniejszych koncepcji teoretycznych nowoczesności, a mianowicie „lęku przed wpływem”.
Była członkiem Stowarzyszenia Pisarzy Polskich.

## Książki poetyckie
- Abecadło (1971)
- Medytacje (1973)
- Pra-nowe abecadło (1976)
- Szkice do nowego słownika wyrazów (1978)
- Tu wzrusza tylko nietrwałość (1979)
- Ulica Ku Niebu (1980)
- Anioł czasu krągłego (2001)

## Książki historyczno- i krytycznoliterackie
- Latarka Gombrowicza, albo żurawie i kolibry. U źródeł ukrytyego nurtu w literaturze polskiej (1991)
- Cztery godziny albo zegar Dziadów (1999)
- Czas Herberta albo na dom w Czarnolesie (2002)
- Plus minus Atlantyda albo ukłony parzyste. Rzecz o Wisławie Szymborskiej i Czesławie Miłoszu (2011)

## Przekłady
- Marina Cwietajewa, Wybór wierszy (1977)
- Marina Cwietajewa, Być chłopcem twoim jasnowłosym...: wybór wierszy (2006)
- Władimir Buricz, Wiersze (1978)
- Miodrag Pavlović, Jasne i ciemne święta (1980)
- Stevan Raičković, Pieśni ciszy (1986)
- Branko Miljković, Wybór poezji (1986)